# La Serra de Llaés
La Serra de Llaés és un mas al veïnat de Llaés (al Ripollès) protegit com a bé cultural d'interès local. És un imponent conjunt d'edificacions i un exemple notable d'arquitectura rural en el qual destaquen la volumetria i disposició de les construccions i el treball de la pedra, tant en els arcs de les pallisses com en les llindes de la casa forta.